# ورم

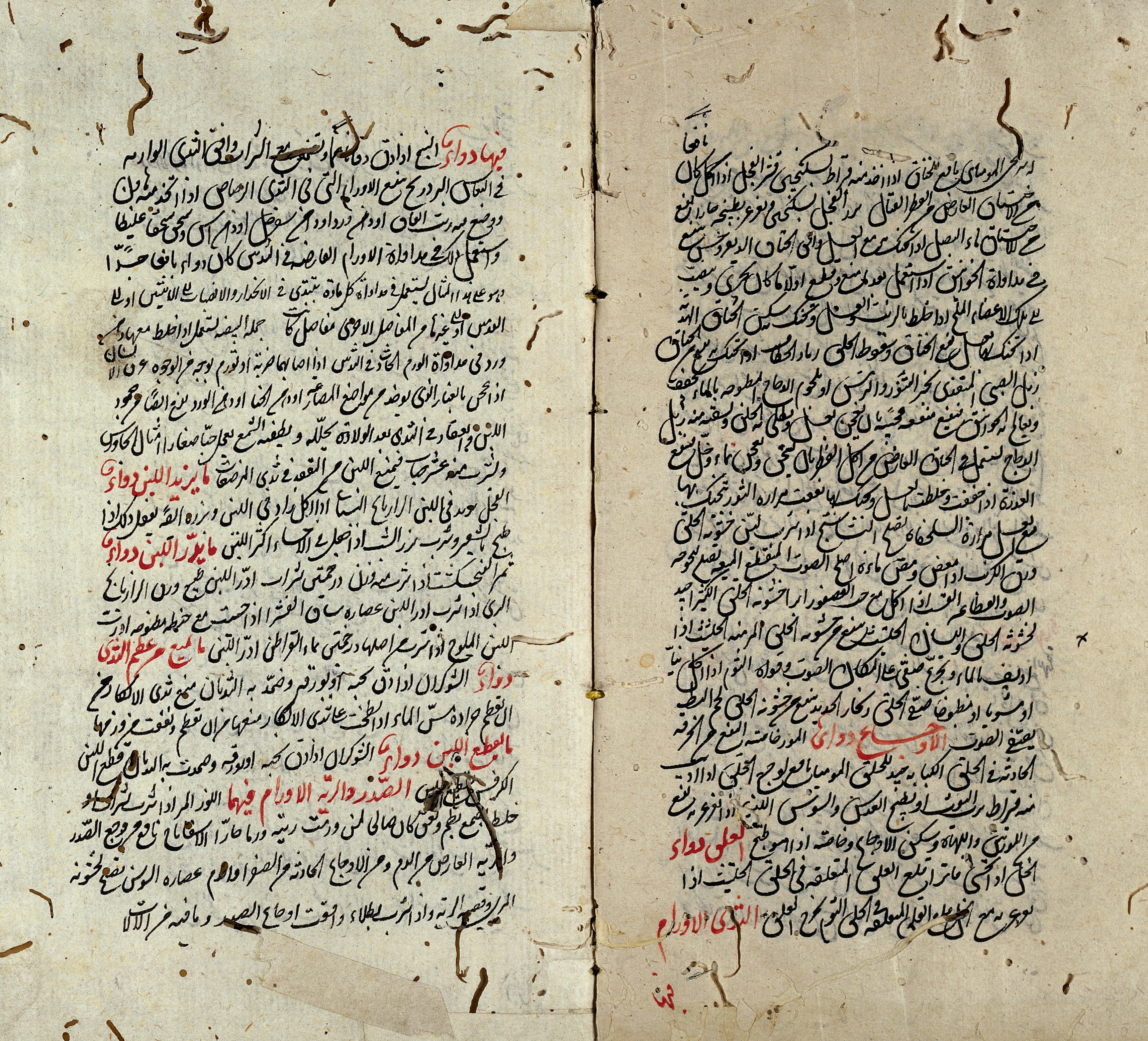
مخطوط عربي يصف «مداواة الأورام»

الورم أو الدُّبْلَة هو (باللاتينية: Neoplasma) نوعٌ من النمو غير الطبيعي والمفرط، والذي يسمى تورم الأنسجة. لا ينسجم النمو الورمي مع نمو الأنسجة الطبيعية المجاورة، ويستمر في النمو بشكل غير طبيعي، حتى إذا أُزيل العامل الأصلي الذي أدى إلى بدايته. يشكل هذا النمو غير الطبيعي عادةً (ليس دائمًا) كتلة. عندما يشكل كتلة، قد يطلق عليه ورم (Tumor).
تصنف المراجعة العاشرة للتصنيف الدولي للأمراض ( ICD-10) الأورام إلى أربع مجموعات رئيسية: الأورام الحميدة، الأورام اللابِدة، الأورام الخبيثة، والأورام ذات السلوك غير المؤكد أو غير المعروف. تُعرف الأورام الخبيثة ببساطة باسم السرطانات وهي محور تركيز علم واختصاص طب الأورام.
قبل النمو غير الطبيعي للأنسجة، مثل الأورام، غالبًا ما تعاني الخلايا من نمط غير طبيعي للنمو، مثل التحول النسيجي أو خلل التنسج. ومع ذلك، قد لا يتطور التحول النسيجي أو خلل التنسج دائمًا إلى ورم. أصل الكلمة هو من اليونانية القديمة ςος- نيو («جديد») وπλάσμα بلازما («تكوين»، «خلق»).

## الأنواع
يمكن أن تكون الأورام حميدة أو خبيثة غير مؤكدة أو خبيثة مؤكدة (سرطان).
- تشمل الأورام الحميدة الأورام الليفية الرحمية، والنابتة العظمية والشامة الميلانية (شامات الجلد). وهذه الأورام مقيَّدة وموضعية ولا تتحول إلى سرطان.
- تشمل الأورام الخبيثة غير المؤكدة السرطان اللابِد. فهي موضعية، لا تغزو ولا تدمر النسيج المجاور، لكن مع الوقت، قد تتحول إلى سرطان.
- تُسمى الأورام الخبيثة عادة السرطان. إذ تغزو وتدمر الأنسجة المحيطة، وقد تهاجر خلاياها إلى مواضع أخرى في الجسم، وإذا لم تُعالَج أو لم تستجب للعلاج، فبشكل عام، ستكون قاتلة.
- تشير الأورام الثانوية إلى أي نوع من أنواع الأورام السرطانية التي تكون عبارة عن خلايا مهاجِرة من ورم أولي أو ورم غير ذي صلة تزداد وطأته على ما يبدو بعد علاجات معينة للسرطان مثل العلاج الكيميائي أو العلاج الإشعاعي.
- بشكلٍ نادر، يمكن أن يكون هناك ورم مهاجِر (نقيلي) موقع سرطانه الأولي غير معروف، وهذا يُصنف على أنه سرطان ذو أصل أولي غير معروف.

## قابلية التنسيل
غالبًا ما تكون الأورام غير متجانسة وتحتوي على أكثر من نوع واحد من الخلايا، لكن بدايتها ونموها المستمر يعتمدان عادةً على مجموعة واحدة من الخلايا الورمية. يُفترض أن هذه الخلايا مستنسخة -أي أنها مستمدة من نفس الخلية، وتحمل جميعها نفس الشذوذ الوراثي أو الجيني- بالنسبة للأورام اللمفاوية، على سبيل المثال سرطان الغدد الليمفاوية وسرطان الدم، تُثبَت قابلية تنسيلها عن طريق تضخيم إعادة ترتيب واحدة لجين الجسم المضاد (لأمراض الخلايا البائية) أو جين مستقبلات الخلايا التائية (لأمراض الخلايا التائية). يُعتبر إظهار قابلية التنسيل ضروريًا الآن لتحديد تكاثر الخلايا اللمفاوية كأورام.
من المغرّ تعريف الأورام على أنها تكاثرات خلوية مستنسخة، لكن إظهار قابلية تنسيلها قد لا يكون ممكنًا كل مرة. لذلك، فقابلية التنسيل ليست مطلوبة لتحديد الأورام.

### التكوين الجديد مقابل الورم
أتت كلمة الورم (Tumor) من الكلمة اللاتينية للتورم، وهي واحدة من العلامات الأساسية للالتهابات. تشير الكلمة في الأصل إلى أي شكل من أشكال التورم، سواءً كان ورمًا ناتجًا عن تكوين جديد أم لا. في اللغة الإنجليزية الحديثة، تُستخدم كلمة الورم كمرادف لأورام التكوين الجديد (آفة كيسية صلبة أو مملوءة بالسوائل والتي قد تتشكل أو لا تتشكل من نمو غير طبيعي للخلايا المُكَوَّنة جديدًا) التي تبدو على أنها متضخمة الحجم. لا تشكل بعض أنواع التكوين الجديد ورمًا؛ يشمل ذلك سرطان الدم ومعظم أشكال السرطان اللابِد. الورم ليس مرادفا للسرطان. بينما يكون السرطان بطبيعته خبيثًا، يمكن أن يكون الورم حميدًا أو سرطانيًا أو خبيثًا.
غالبًا ما يُستخدم مصطلحا الكتلة والعقدة بشكل مترادف مع الورم. ومع ذلك، يُستخدم مصطلح الورم بشكل عام، دون الإشارة إلى الحجم الفيزيائي للآفة. وبشكل أكثر تحديدًا، يستخدم مصطلح الكتلة غالبًا عندما يبلغ قطرها الأقصى 20 ملم على الأقل في أكبر اتجاهاتها، بينما يُستخدم مصطلح العقدة عادة عندما يكون حجم الآفة أقل من 20 ملم في أكبر أبعادها (25.4 ملم = 1 بوصة).

## أصل الكلمة
يعتبر الورم مصطلح مشتق من الفرنسية القديمة المشتقة من الكلمة اللاتينية التي تعني «تورم». وهي تعني في الأساس تورم غير طبيعي في اللحم. ويعتبر الورم في الإنكليزية المعاصرة مرادف للأورام الصلبة ،  بينما جميع أشكال الورم الأخرى تسمى تورم.  وهذا الاستخدام شائع في الأدبيات الطبية، حيث كلمتي تورم وانتفاخ ، مستمدة من صفة متورم وهي المصطلحات الطبية المستخدمة الآن لكلمة ورم.

## الأسباب
يمكن أن تحدث الأورام بسبب تكاثر هائل غير طبيعي للأنسجة، والذي قد يكون نتيجةً لطفرة وراثية. لا تتسبب جميع أنواع الأورام في نمو مفرط للأنسجة، ولكن (مثل سرطان الدم أو السرطان اللابِد) في التشابه بين النمو والنمو الناتج عن عمليات تجديد الخلايا، على سبيل المثال، أُشير إلى فقدان تخصص الخلايا والاختلال السريع لها.
في الآونة الأخيرة، أُجريت دراساتٌ على نمو الورم باستخدام الرياضيات وميكانيكا المتصل. يُنظر إلى الأورام الوعائية مثل الأورام الوعائية الدموية والأورام اللمفاوية (المُكوَّنة من الأوعية الدموية أو اللمفاوية) على أنها مزيج من هيكل صلب يتكون من خلايا لزجة وسائل عضوي يملأ الفراغات التي يمكن أن تنمو فيها الخلايا. عن طريق هذا النوع من النماذج، يمكن التعامل مع الضغوط الميكانيكية وتأثيرها على نمو الورم والأنسجة المحيطة والأوعية الدموية. تظهر النتائج الحديثة المستخلصة من التجارب التي تستخدم هذا النموذج أن النمو النشط للورم يقتصر على الحواف الخارجية للورم، وأن تصلب الأنسجة الطبيعية الكامنة يحول دون نمو الورم أيضًا.
يمكن أن تظهر الحالات الحميدة غير المرتبطة بتكاثر غير طبيعي للأنسجة (مثل الأكياس الدهنية) أيضًا كأورام، ولكن ليس لديها أي احتمالات كي تكون خبيثة. تُعد خراجات الثدي (تحدث عادة أثناء الحمل وفي أوقات أخرى) مثالًا آخر، مثلها مثل التورمات الغدية المقيَّدة الأخرى (الغدة الدرقية والغدة الكظرية والبنكرياس).
قد يظهر الورم الدموي المقيَّد، والأنسجة النخرية المقيَّدة (قد تكون من لدغة حشرة، أو جسم غريب، أو أي آلية ضارة أخرى)، والجدرة (النمو الزائد المنفصل لأنسجة الندبة) والأورام الحبيبية أيضًا كأورام.
وقد تظهر التوسعات الموضعية المنفصلة للتراكيب الطبيعية (الحالب، الأوعية الدموية، القنوات الصفراوية داخل الكبد أو خارج الكبد، التشوهات الرئوية، أو مضاعفات الجهاز الهضمي) بسبب عوائق التدفق أو التضيقات، أو الوصلات غير الطبيعية، كورم. من الأمثلة على ذلك ناسور الشرايين الوريدي أو تمدد الأوعية الدموية (في ظل وجود تجلط الدم أو عدمه)، نواسير أو تمدد الأوعية الدموية الصفراوية، التهاب الأقنية الصفراوية المصلب، الأكياس المذنبة أو الكيسات العَدارِيَّة، التضاعفات المعوية، والإصابات الرئوية كما يتضح في التليف الكيسي. قد يكون من الخطر إجراء خزعة لعدد من أنواع الأورام التي قد يكون تسرب محتوياتها كارثيًا. عند مواجهة مثل هذه الأنواع من الأورام، تُستخدم طرائق محددة للتشخيص مثل الموجات فوق الصوتية، الأشعة المقطعية، التصوير بالرنين المغناطيسي، تصوير الأوعية الدموية، ومسح الطب النووي قبل (أو في أثناء) الخزعة أو الاستئصال الجراحي في محاولة لتجنب مثل هذه المضاعفات الوخيمة.
ُحدَّد طبيعة الورم عن طريق التصوير، أو الاستكشاف الجراحي، أو عن طريق الطبيب المختص بعلم الأمراض بعد فحص الأنسجة من خزعة أو عينة جراحية.

## الأورام الخبيثة
تلف الحمض النووي
يُعتبر تلف الحمض النووي السبب الرئيسي للأورام الخبيثة المعروفة باسم السرطانات. يتضح دوره المركزي في تقدم السرطان في الشكل في هذه الفقرة، في المربع القريب من القمة. (تَظهَر الملامح الرئيسية لتلف الحمض النووي، والتغيرات التخلقية، ونقص إصلاح الحمض النووي في التحول إلى السرطان باللون الأحمر). يُعد تلف الحمض النووي شائعًا للغاية. تحدث أضرار الحمض النووي بشكل طبيعي (غالبًا بسبب الأيض الخلوي وخصائص الحمض النووي في الماء في درجات حرارة الجسم) بمعدل يزيد عن 60.000 ضررٍ جديد، لكل خلية بشرية، في كل يوم.

## وصلات خارجية
- معرض skintumor.info